# Filippo Turconi
Filippo Turconi (Varese, 20 oktober 2005) is een Italiaans wielrenner.

## Carrière
In 2024 werd Turconi, als eerstejaars belofte, prof bij VF Group-Bardiani CSF-Faizanè. Dat voorjaar werd hij onder meer elfde in de GP Goriška & Vipava Valley en zesde in Eschborn-Frankfurt voor beloften. In maart 2025 maakte hij zijn debuut in de World Tour, toen hij als jongste deelnemer aan de start stond van Milaan-Sanremo. In La Primavera maakte hij deel uit van de vroege vlucht, alvorens op plek 161 over de finish te komen. Twee weken later won hij de Trofeo Piva.

## Palmares

### Overwinningen
2025
Trofeo Piva
Giro del Medio Brenta

### Resultaten in voornaamste wedstrijden
| Jaar | Milaan-San Remo |
| ---- | --------------- |
| 2025 | 161e            |

## Ploegen
- 2024 –  VF Group-Bardiani CSF-Faizanè
- 2025 –  VF Group-Bardiani CSF-Faizanè

Biagini · Colnaghi · Conforti · Covili · Fiorelli · Gabburo · Lucca · Magli · Marcellusi · Martinelli · Paletti · Pellizzari · Pinarello · Pinazzi · Pozzovivo (vanaf 25/2) · Rojas · Scalco · Tarozzi · Tolio · Tonelli · Turconi · Zanoncello · Zoccarato